# Московский колледж транспорта
Московский колледж транспорта — среднее профессиональное учебное заведение в Москве. Основан в 1872 году как Дельвиговское железнодорожное училище. Ныне является структурным подразделением  Российского университета транспорта (МИИТ).

## История
Московский колледж железнодорожного транспорта  ведёт свою историю от технического железнодорожного училища, открытого в Москве в 1872 году по высочайшему повелению императора Александра II и названного Дельвиговским в честь русского инженера, генерал-лейтенанта, выпускника Петербургского института инженеров путей сообщения, барона А. И. Дельвига, который для училища пожертвовал дом в районе Ново-Басманной улицы, устроил при нём общежитие и обеспечил его капиталом. В числе тех кто пожертвовал значительные средства на учреждение училища был  концессионер и строитель железных дорог в Российской империи С. С. Поляков.
Техническое железнодорожное училище им. Дельвига впоследствии переименовано в Московский техникум им. А. А. Андреева. В 1936 году по приказу Народного комиссариата путей сообщения № 92/а от 09.06.1936  произошло объединение старейших учебных заведений отрасли: Московского техникума им. А. А. Андреева и Электротехникума НКПС. С 1936 года Московский техникум железнодорожного транспорта им.  А. А. Андреева располагается по адресу: г. Москва, Кучин пер., д. 14. В 1959 году произошла реорганизация техникума путём присоединения Московского планово-финансового техникума. В 1993 году произошло объединение с Московским техникумом железнодорожного транспорта, история которого так же идёт от Дельвиговского технического железнодорожного училища. В связи с реорганизацией техникум переименован в Московский технический колледж железнодорожного транспорта.
В 1998 году, после объединения с Московским экономико-техническим колледжем железнодорожного транспорта (бывшим Всесоюзным заочным техникумом железнодорожного транспорта), колледж был переименован в Московский колледж железнодорожного транспорта. Произошла очередная реорганизация – в состав колледжа вошло знаменитое заочное учебное заведение отрасли. Распоряжением Министерства путей сообщения РФ от 28 января 2002 г. № 57р к колледжу присоединён Московский техникум железнодорожного транспорта им. Ф.Э. Дзержинского.
В 2009 году колледж вошёл в состав МИИТа, став его структурным подразделением. В 2014 году на его базе был создан Институт прикладных технологий, однако Московский колледж железнодорожного транспорта был сохранён как структурное подразделение нового института. В 2019 году Институт прикладных технологий был ликвидирован, а колледж в качестве самостоятельного подразделения был переименован в Московский колледж транспорта.

## Образование
Колледж ведёт подготовку специалистов по следующим специальностям:
- Экономика и бухгалтерский учёт;
- Операционная деятельность в логистике;
- Организация перевозок и управление на транспорте;
- Техническая эксплуатация транспортного радиоэлектронного оборудования;
- Автоматика и телемеханика на транспорте;
- Строительство железных дорог, путь и путевое хозяйство;
- Электроснабжение;
- Техническая эксплуатация подвижного состава железных дорог (вагоны);
- Техническая эксплуатация подвижного состава железных дорог (локомотивы: электроподвижной состав, тепловозы и дизель-поезда).

## Известные преподаватели и выпускники
- См. Категория:Преподаватели Московского колледжа транспорта
- См. Категория:Выпускники Московского колледжа транспорта